# Enångers landskommun
Enångers landskommun var en tidigare kommun i Gävleborgs län. Centralort var Enånger och kommunkod 1952-1962 var 2116.

## Administrativ historik
Enångers landskommun inrättades den 1 januari 1863 i Enångers socken i Hälsingland när 1862 års kommunalförordningar trädde i kraft. Den 23 april 1869 bröts ett område i kommunens västra del ut för att, tillsammans med delar av kommunerna Njutånger, Forsa och Arbrå, bilda Nianfors landskommun.
Den 1 januari 1949 (enligt beslut den 6 februari 1948) överfördes till Enångers landskommun och församling från Nianfors landskommun och församling fastigheterna Larsbo, Danielsbo och Hälsen med 8 invånare och omfattande en areal av 21,72 km², varav 19,81 km² land.
Kommunen påverkades inte av kommunreformen 1952.
Den 1 januari 1954 överfördes till Enångers landskommun och församling från Norrala landskommun och församling ett obebott område omfattande en areal av 0,09 km², varav allt land. Den 1 januari 1957 överfördes i motsatt riktning, från Engångers landskommun och församling till Norrala landskommun och församling, ett obebott område omfattande en areal av 0,12 km², varav allt land.
Den 1 januari 1963 bildade Enångers landskommun tillsammans med Njutångers landskommun den nya Iggesunds landskommun. Sedan den 1 januari 1971 tillhör området den nya Hudiksvalls kommun.

### Kyrklig tillhörighet
I kyrkligt hänseende tillhörde landskommunen Enångers församling.

## Kommunvapen
Enångers landskommun förde inte något vapen.

## Geografi
Enångers landskommun omfattade den 1 januari 1952 en areal av 320,22 km², varav 307,51 km² land. Efter nymätningar och arealberäkningar samt områdesöverföringar färdiga den 1 januari 1961 omfattade landskommunen samma datum en areal av 324,23 km², varav 310,13 km² land.

### Tätorter i kommunen 1960
I Enångers landskommun fanns tätorten Enånger, som hade 540 invånare den 1 november 1960. Tätortsgraden i kommunen var då 27,0 procent.

## Politik

### Mandatfördelning i valen 1938-1958
| 5 | 9 | 9 |  |  |

| 25 |

| 3 | 11 | 10 |  |

| 25 |

| 3 | 10 | 10 | 2 |

| 24 |

| 2 | 11 | 10 | 2 |

| 23 |

| 2 | 13 | 8 | 2 |

| 21 | 4 |

| 3 | 11 | 10 |  |

| 22 |

### Fotnoter
1. ↑  Per Andersson: Sveriges kommunindelning 1863-1993, Draking, Mjölby 1993, ISBN 91-87784-05-X, s. 88-89
2. 1 2   ( PDF) Folkräkningen den 31 december 1950, I, Areal och folkmängd inom särskilda förvaltningsområden m.m., Tätorter. Stockholm: Statistiska centralbyrån. 1952. sid. 104, 106 & 107. Arkiverad från originalet den 1 oktober 2014. https://www.webcitation.org/6T09ZkyrB?url=http://www.scb.se/Grupp/Hitta_statistik/Historisk_statistik/_Dokument/SOS/Folkrakningen_1950_1.pdf. Läst 16 november 2017 Arkiverad 29 oktober 2013 hämtat från the Wayback Machine.
3. 1 2 3   ( PDF) Folkräkningen den 1 november 1960, I, Folkmängd inom kommuner och församlingar efter kön, ålder, civilstånd m.m.. Stockholm: Statistiska centralbyrån. 1961. sid. 53 & 203. Arkiverad från originalet den 15 juli 2015. https://www.webcitation.org/6a1zkRbkC?url=http://www.scb.se/Grupp/Hitta_statistik/Historisk_statistik/_Dokument/SOS/Folkrakningen_1960_01.pdf. Läst 16 november 2017 Arkiverad 14 oktober 2013 hämtat från the Wayback Machine.
4. ↑   ( PDF) Folkräkningen den 1 november 1960, II, Folkmängd inom tätorter efter kön, ålder och civilstånd.. Stockholm: Statistiska centralbyrån. 1961. sid. 26. Arkiverad från originalet den 29 juni 2015. https://www.webcitation.org/6ZeEB9Ija?url=http://www.scb.se/Grupp/Hitta_statistik/Historisk_statistik/_Dokument/SOS/Folkrakningen_1960_02.pdf. Läst 16 november 2017 Arkiverad 24 september 2015 hämtat från the Wayback Machine.

- Se kartdata överlagrat på OSM (Kartdata)